# Comuna Certeze, Satu Mare
Certeze (în maghiară Avasújfalu, în germană Neudorf) este o comună în județul Satu Mare, Transilvania, România, formată din satele Certeze (reședința), Huta-Certeze și Moișeni.
Comuna are în componență 3 sate: Certeze (reședință), Huta-Certeze și Moișeni.

## Demografie
Componența etnică a comunei Certeze
     Români (94,72%)
     Alte etnii (0,35%)
     Necunoscută (4,92%)
Componența confesională a comunei Certeze
     Ortodocși (72,94%)
     Romano-catolici (14,59%)
     Martori ai lui Iehova (4,87%)
     Alte religii (2,53%)
     Necunoscută (5,07%)
Conform recensământului efectuat în 2021, populația comunei Certeze se ridică la 5.646 de locuitori, în creștere față de recensământul anterior din 2011, când fuseseră înregistrați 5.636 de locuitori. Majoritatea locuitorilor sunt români (94,72%), iar pentru 4,92% nu se cunoaște apartenența etnică. Din punct de vedere confesional, majoritatea locuitorilor sunt ortodocși (72,94%), cu minorități de romano-catolici (14,59%) și martori ai lui Iehova (4,87%), iar pentru 5,07% nu se cunoaște apartenența confesională.

## Politică și administrație
Comuna Certeze este administrată de un primar și un consiliu local compus din 15 consilieri. Primarul, Petru Ciocan[*], de la Partidul Național Liberal, este în funcție din 2008. Începând cu alegerile locale din 2024, consiliul local are următoarea componență pe partide politice:
|  | Partid                     | Consilieri | Componența Consiliului | Componența Consiliului | Componența Consiliului | Componența Consiliului | Componența Consiliului |
|  | -------------------------- | ---------- | ---------------------- | ---------------------- | ---------------------- | ---------------------- | ---------------------- |
|  | Partidul Național Liberal  | 5          |                        |                        |                        |                        |                        |
|  | Partidul Mișcarea Populară | 3          |                        |                        |                        |                        |                        |
|  | Partidul Social Democrat   | 2          |                        |                        |                        |                        |                        |
|  | Partidul Verde             | 2          |                        |                        |                        |                        |                        |
|  | Forța Dreptei              | 1          |                        |                        |                        |                        |                        |
|  | Partidul S.O.S. România    | 1          |                        |                        |                        |                        |                        |
|  | Sas Petru-Adrian           | 1          |                        |                        |                        |                        |                        |